# Nitruro de niobio
El nitruro de niobio es un compuesto de niobio y nitrógeno (nitruro) con la fórmula química NbN. A bajas temperaturas (unos 16 K), el NbN se convierte en superconductor y se utiliza en detectores de luz infrarroja.

## Usos
- El nitruro de niobio se utiliza principalmente como superconductor.
  - Los detectores basados en él pueden detectar un solo fotón en la sección de 1-10 micrómetros del espectro infrarrojo,[5] lo cual es importante para la astronomía y las telecomunicaciones. Puede detectar cambios de hasta 25 gigahercios.
  - Los nanocables superconductores de NbN pueden utilizarse en detectores de partículas con campos magnéticos elevados.[6]
- El nitruro de niobio también se utiliza en revestimientos antirreflectantes absorbentes.
- En 2015, se informó de que Panasonic Corp. ha desarrollado un fotocatalizador basado en nitruro de niobio que puede absorber el 57% de la luz solar para apoyar la descomposición del agua para producir gas hidrógeno como combustible para pilas de combustible electroquímicas.[7]